# Episodi di Corneil e Bernie (prima stagione)
La prima stagione della serie animata Corneil e Bernie, composta da 52 episodi, è stata trasmessa da Francia da France 3 dall'11 novembre 2003 al 1º gennaio 2004.
In Italia la stagione è stata trasmessa dal 1° marzo 2004 su Cartoon Network e in seguito replicata su Boing nel gennaio 2005.
| n° | Titolo originale                    | Titolo italiano                 | Prima TV Francia | Prima TV Italia |
| -- | ----------------------------------- | ------------------------------- | ---------------- | --------------- |
| 1  | Panique à bord                      | Un cucciolo con le ali          | 11 novembre 2003 | 1º marzo 2004   |
| 2  | Coup de génie                       | Un colpo di genio               |                  |                 |
| 3  | Coup de lune                        | L'acchiappa vampiri             |                  |                 |
| 4  | Jungle Panic                        | Spiati nella giungla            |                  |                 |
| 5  | Radio Bernie                        | Radio Bernie                    |                  |                 |
| 6  | Un être venu d'ailleurs             | Un incontro alieno              |                  |                 |
| 7  | Corneil amoureux                    | Corneil innamorato              |                  |                 |
| 8  | Avis de Recherche                   | Corneil è sparito               |                  |                 |
| 9  | Commes deux gouttes d'deau          | Come due gocce d'acqua          |                  |                 |
| 10 | Surprise-Partie                     | Festa a sorpresa                |                  |                 |
| 11 | Le Secret                           | Salvate il segreto              |                  |                 |
| 12 | 200 pieds sous terre                | Celebrità a tutti i costi       |                  |                 |
| 13 | Super Noël                          | Babbo Bernie                    |                  |                 |
| 14 | Bobby or not Bobby                  | Scambio di identità             |                  |                 |
| 15 | Une peur bleue                      | Il ladro di quadri              |                  |                 |
| 16 | Le bonheur est dans le ranch        | Il bello della campagna         |                  |                 |
| 17 | Une vie de chien                    | Vita da cani                    |                  |                 |
| 18 | Double jeu                          | Il ricatto                      |                  |                 |
| 19 | Le casse-pieds                      | Una brutta figura               |                  |                 |
| 20 | Intelligence superficielle          | Il test di intelligenza         |                  |                 |
| 21 | Faux départ                         | La vecchia carrozzina           |                  |                 |
| 22 | Le Fan                              | Il tifoso e il fan              |                  |                 |
| 23 | Ridicule !                          | Una sfilata ridicola            |                  |                 |
| 24 | Un ami de trop                      | Un vero amico                   |                  |                 |
| 25 | Jojo, le retour                     | Corneil il Boss                 |                  |                 |
| 26 | Le dogsitter show                   | Anche i cani ridono             |                  |                 |
| 27 | Un sommeil cornélien                | Il grande sonno                 |                  |                 |
| 28 | Mais tu parles ?                    | Che sorpresa, il cane parlante! |                  |                 |
| 29 | Le truc                             | Telepatia                       |                  |                 |
| 30 | Chassez le surnaturel...            | Il fantasma                     |                  |                 |
| 31 | Journal intime                      | Caro diario                     |                  |                 |
| 32 | Une affaire de goût                 | Sciopero della fame             |                  |                 |
| 33 | Un maître très attachant            | Casa dolce casa                 |                  |                 |
| 34 | Monsieur « j'ai toujours raison »   | La statuetta                    |                  |                 |
| 35 | Un nez exceptionnel                 | Il profumo del successo         |                  |                 |
| 36 | C'est vrai ce mensonge ?            | La bugia salva vita             |                  |                 |
| 37 | Le grand défi                       | La sfida                        |                  |                 |
| 38 | Basic Instinct                      | Non so nuotare                  |                  |                 |
| 39 | À un poil près                      | Per un ciuffo di capelli        |                  |                 |
| 40 | Quand la malchance vous sourit      | L'orologio portafortuna         |                  |                 |
| 41 | Coup de foudre au lycée             | Amore a prima vista             |                  |                 |
| 42 | Le club des poètes                  | Misterioso internauta           |                  |                 |
| 43 | Le sens de l'hospitalité            | Non distruggete questa casa     |                  |                 |
| 44 | Le bon samaritain                   | Weekend in campeggio            |                  |                 |
| 45 | Le ventriloque                      | Chi ha parlato                  |                  |                 |
| 46 | Qu'est-ce qui fait courir Corneil ? | Tale cane, tale padrone         |                  |                 |
| 47 | X998                                | Il robot impazzito              |                  |                 |
| 48 | Recherche chat dèsespérément        | Il gattino rivale               |                  |                 |
| 49 | Le digne héritier                   | L'eredità                       |                  |                 |
| 50 | Fausse alerte                       | Corneil poliziotto              |                  |                 |
| 51 | Le fête du cochon                   | Una gara leggendaria            |                  |                 |
| 52 | L'os de la discorde                 | Bernisaurus                     | 1 gennaio 2004   |                 |